# North Alone
North Alone ist eine Punkrockband um den Osnabrücker Sänger, Songwriter und Gitarristen Manuel North.

## Geschichte
Manuel North war in den 1990er Jahren Sänger der Punkrock-Band Mad Conscience. Als sich die Band nach einem Konzert als Vorgruppe der Beatsteaks und Bouncing Souls am 7. April 2000 aufgelöst hatte, gründete er die Post-Hardcore-Band Rusticate. In den neun Jahren ihres Bestehens veröffentlichte die Band die EP What’s Behind the Fences of Your Smile und die beiden Alben Reproaches & Regards und The Education Thing. Trotz ihrer fast 200 Konzerte in Deutschland, Österreich, der Schweiz, Slowenien, Tschechien und den Niederlanden kam Rusticate nie über den Status eines Newcomers hinaus. Daran änderten auch Auftritte im Vorprogramm unter anderem von The Draft, Chuck Ragan, Tribute to Nothing, Muff Potter, Disco Ensemble oder Escapado nichts. 2011 trennte sich die Band.
Nach dem Ende von Rusticate gründete Manuel North zunächst die Band North and About, welche nach zwei Demo-CDs mit Coverversionen Anfang 2012 ihr erstes Album Me, My Guitar & You veröffentlichte. Die Band spielte auf verschiedenen Festivals, unter anderem beim Deichbrand Open Air, dem Area4-Festival und beim Stemwede Open Air. Die Band löste sich 2014 auf.
Manuel North begann mehr und mehr auch solo aufzutreten und nach kurzer Zeit benannte er sein Soloprojekt als North Alone und veröffentlichte unter diesem Namen im Sommer 2012 die Solo-EP Missing Heart Shadow. Im Sommer 2013 erschien sein erstes Soloalbum Collecting Pictures, auf welchem zum ersten Mal auch So-Kumneth Sim an der Geige zu hören war.
Im Frühjahr 2014 erschien das erste Vinyl-Release von North Alone. Greetings from Someone Else wurde als 7" veröffentlicht. Im Sommer des gleichen Jahres begannen die Arbeiten an der nächsten Aufnahme. Als Backing-Band unterstützte ihn die Osnabrücker Punkrock-Band Halfway Decent, mit welcher er eine fünf Songs umfassende Live-Studio-Session aufnahm, die als Videoreihe auf Youtube veröffentlicht wurde. Ursprünglich sollte die Session auch als CD-EP erscheinen, man entschied sich letztendlich aber doch dafür, im November noch einmal ins DocMaKlang Tonstudio zu gehen und ein komplettes Album aufzunehmen, welches am 23. März 2015 unter dem Titel Cure & Disease erschien und als 12" Vinyl, als CD und als Download erhältlich ist.
Im Herbst 2016 veröffentlichte North Alone eine weitere EP mit dem Titel Rare & Short. Erschienen ist die EP auf dem Herner Label Mad Drunken Monkey Records. Sie ist als 10" Vinyl, CD und als Download erhältlich. Neben vier neuen Eigenkompositionen enthält der Tonträger zwei Coversongs: Violins von der amerikanischen Punkrockband Lagwagon und International You Day von No Use for a Name, bei welchem die US-amerikanische Sängerin Jennie Cotterill von der Band Bad Cop Bad Cop als Gastsängerin mitwirkt. Das Cover zeigt Konzertkarten aus den 90er Jahren von Konzerten, die Manuel North besucht hat. Die EP ist somit eine Hommage an seine Punkrock-Vergangenheit. Auch mit diesem Release zollte der Musiker dem verstorbenen Tony Sly Tribut, denn über die Coverversion des No Use for a Name-Klassikers hinaus spendet er von jeder verkauften EP einen Euro an die Tony Sly Music Foundation for Kids. Gestützt durch weitere Aktionen konnten somit Ende 2016 über 1500 $ an die Foundation gespendet werden.
Das dritte Studio-Album der Band mit dem Titel Next Stop CA wurde am 4. Mai 2018 veröffentlicht. Es wurde erneut im DocMaKlang Studio von Matthias Lohmöller aufgenommen und produziert. Wie auch bei Cure & Disease wirkten So-Kumneth Sim an der Geige und als Band die inzwischen umbenannten Beardless mit. Das Album erschien erneut in Kooperation mit dem Herner Label Mad Drunken Monkey Records und ist im Vertrieb von Broken Silence. Das Cover-Artwork gestaltete der österreichische Designer SBÄM, welcher auch schon für Bands wie Lagwagon, NOFX, Pennywise und andere Punkrockbands Artworks designed hat. Für den Song November 16 spielte Brian Wahlstrom, welcher bereits unter dem Namen Scorpios zusammen mit Tony Sly und Joey Cape einigen Touren spielte, das Piano als Gastmusiker ein.
Am 20. März 2020 erschien das vierte Studioalbum "Punk Is Dad", welches den bis heute auf Spotify meistgehörten Titel der Band "For Milo" enthält.
Im Juni 2023 erschien das fünfte Studioalbum mit dem Titel "Doppel-Feature", welches auf der A-Seite ausschließlich Songs mit deutschen Texten enthält. Auf der B-Seite befinden sich, wie gehabt, Songs mit englischen Texten.
Im Dezember 2023 verließ Gitarrist Chris Knoke die Band aus privaten Gründen. North Alone werden vorerst nur noch als vierköpfige Band weiter machen und in dieser Besetzung im Herbst 2024 die EP "Neuer Tag" veröffentlichen.
Live war North Alone bereits im Vorprogramm von Flogging Molly, New Model Army, Levellers, Frank Turner, Dave Hause, Useless ID, Bad Cop / Bad Cop, The Last Gang, Old Man Markley, The Real McKenzies, Get Dead, Joey Cape, Chad Price und Uke-Hunt zu sehen. Seit dem Sommer 2013 wird Manuel North live immer wenn es möglich ist von So-Kumneth Sim an der Geige begleitet. Nach dem Ausstieg von Gitarrist Chris wird die Bandbesetzung ab 2024 zunächst ohne festen E-Gitarristen weiter machen. Manuel North hat bisher ungefähr 900 Konzerte gespielt, fast 600 davon waren North Alone Konzerte.

## Diskografie

### Alben
- 2013: Collecting Pictures (CD)
- 2015: Cure & Disease (12″ Vinyl, CD)
- 2018: Next Stop CA (12″ Vinyl, CD)
- 2020: Punk Is Dad (12″ Vinyl, CD)
- 2023: Doppel-Feature (12″ Vinyl, CD)

### EPs
- 2012: Missing Heart Shadow (CD)
- 2014: Greetings from Someone Else (7" Vinyl)
- 2016: Rare & Short (10" Vinyl, CD)